# Chingy
Chingy, właściwie Howard Bailey Jr. (ur. 9 marca 1980 w Saint Louis w stanie Missouri) – amerykański raper. Zaczynał jako hypeman Nelly'ego. W 2003 roku Ludacris wpisał go do swojej wytwórni DTP, w której wydał album Jackpot. W 2004 popadł z nim w konflikt z powodu sprzeczek na temat pieniędzy.Zagrał w filmie Straszny film 4 (Scary Movie 4).
Współpracował z takimi wykonawcami jak Murphy Lee, Tity-Boi, Janet Jackson, R. Kelly, David Banner, Snoop Dogg, Nate Dogg, Lil Wayne, Ludacris czy Bun B.

## Dyskografia

### Albumy
- 2003: Jackpot
- 2004: Powerballin'
- 2006: Hoodstar
- 2007: Hate it or Love it
- 2010: Success and Failure

### Minialbumy
- 2005: Pick 3

### MixTape
- 2009: Fresh Thug (z DJ Noize)
- 2009: Global Warning (z DJ Woogie)
- 2009: 1st Quarter (z The Young Hustla)
- 2009: Stars & Straps Reloaded (z DJ Noize)

### Teledyski
- (2003) Chingy – Right Thurr
- (2003) Chingy feat. Trina & Jermaine Dupri – Right Thurr Remix
- (2004) Chingy feat. Ludacris & Snoop Dogg – Holiday Inn
- (2004) Chingy feat. J/Weav – One Call Away
- (2004) Chingy – Balla Baby
- (2004) Chingy feat. Lil’ Flip & Boozie – Balla Baby Remix
- (2004) Houston feat. Chingy, I-20 & Nate Dogg – I Like That
- (2006) Chingy feat. Tyrese & Jermaine Dupri – Pullin' Me Back
- (2006) Chingy feat. Jermaine Dupri – Dem Jeans
- (2007) Chingy feat. Amerie – Fly Like Me
- (2008) Chingy feat. Keri Hilson – Let Me Luv You

## Filmografia
- (2005) My Wife and Kids
- (2005) The George Lopez Show jako on sam
- (2005) One on One
- (2005) Punk'd jako on sam
- (2006) Scary Movie 4 jako on sam
- (2006) System Within jako Nick
- (2006) Yo Momma jako on sam
- (2009) Caramel jako Kyle
- (2009) Speed-Dating jako Kenneth